# Аглямов, Хамид
Хамид Аглямов (узб. Ҳамид Зохир Аълам ўғли; 1888, Ташкент — 15 июля 1936) — советский государственный и партийный деятель, был первым Постпредом Узбекистана в Москве.

## Биография
Родился в 1888 году в Ташкенте. Лишившись в 7 лет отца, воспитывался старшим братом Мухаммад Шариф махсумом. Хамид с детства отличался любознательностью, стремлением к знаниям, поэтому его брат дал ему не только хорошее исламское образование, но также дал ему возможность учится в новой по тем временам русской туземной школе.
После окончания русской туземной школы в 1905—1906 годах продолжил учёбу в русской гимназии. В гимназии он изучил основы экономики, политологии, литературы, свободно говорил на русском языке и на уровне свободного общения, на немецком языке.
В 1918 году вступил в числе первых вступил в члены Коммунистической партии (ВКП(б).
В 1924—1925 годах был назначен первым полномочным представителем Узбекистана в Москве. Также в 1925 году был избран депутатом Центрального Исполнительного Комитета СССР 3 созыва, а также кандидатом в члены Президиума Центрального Исполнительного Комитета СССР. В 1927—1929 годах был Председателем Высшего Совета Народного Хозяйства Узбекистана.
С 1929 по 1934 года работал в Среднеазиатском Бюро ВКП(б) и в Центральном Комитете КП(б) Узбекистана инструктором сельхоз отдела с 1934 по 1936 годы.
15 июля 1936 года был арестован, а затем расстрелян в застенках НКВД.
После смерти Сталина, Хамид Аглямов был реабилитирован в 1956 году.

## Личная жизнь
В 1917 году Хамид Аглямов женился на девушке по имени Васида. Она была дочерью известного богослова и знатока шариатских законов мудариса Саида Нуъмонхона. Это был человек, которому направлялись решения шариатского суда для утверждения приговора. Приговор утверждался только после тщательного изучения дела обвиняемого и соответствия приговора шариатским законам. Без его решения ни один приговор не мог вступить в законную силу.
В их счастливом браке родилось 4 детей: дочь Манзура (1921 год), сын Акмаль (1923 год), дочь Маргуба (1925 год) и сын Аслам (1928 год).
Сын Акмаль в 1943 году ушёл на войну и погиб, защищая родину.
Остальные дети, несмотря на тяжёлые условия жизни, с клеймом «сын врага народа» все же смогли вырасти достойными своего отца. Их мать Васида-ая (1902—1998) сумела дать им хорошее воспитание и образование.
Старшая дочь Манзура Хамидова (1921—2010) была крупнейшим кардиологом Узбекистана, доктором медицинских наук, профессором, Заслуженным Деятелем науки.
Средняя дочь Маргуба Хамидова (1925—2017) проработала врачом-терапевтом.
Младший сын Аслам Хамидов стал профессором, проработал на кафедре «Сельхозмашины» Ташкентского Государственного Технического университета имени Абу Райхана Беруни, стал Заслуженным Механизатором Узбекистана.
К сожалению Хамид Аглямов не дожил до этих дней и не смог увидеть всего этого. От его детей родилось 7 внуков. Двое из них стали докторами наук, причём один из них Шавкат Аюпов стал академиком в 42 года, крупнейшим математиком. Четыре других стали кандидатами наук.